# خودنگاره (تامارا در بوگاتی سبز)
خودنگاره (تامارا در بوگاتی سبز) (انگلیسی: Autoportrait (Tamara in a Green Bugatti)) خودنگاره‌ای از تامارا د لمپیکا نقاش لهستانی است که سال ۱۹۲۹ به سفارش مجلهٔ مُد دی دَم (Die Dame) برای تجلیل از استقلال زنان کشیده شد و روی جلدش به کار رفت. این نقاشی از شاخص‌ترین پرتره‌های سبک آر دکو به‌شمار می‌رود.